# Salami (città)
Salāmī (farsi سلامی) è una città dello shahrestān di Khvaf, circoscrizione di Salami, nella provincia del Razavi Khorasan in Iran. Aveva, nel 2006, una popolazione di 6.056 abitanti.